# Falaise (Giverny)
Pour les articles homonymes, voir Falaise (homonymie).
Falaise est un hameau de la commune de Giverny situé dans le département de l'Eure en région Normandie. Ses habitants sont appelés les Falaisiens.

## Géographie
Falaise est situé à 7 km environ à l'Est de Vernon. Il se trouve aux portes du Vexin normand. 

## Toponymie
Le fief de Falaise est mentionné vers 1016 sous la forme latinisée Falesia dans une charte de Richard II de Normandie.
Falaise doit son nom au fait que ses habitations se trouvent en grande partie au pied d'une falaise remarquable.

## Histoire

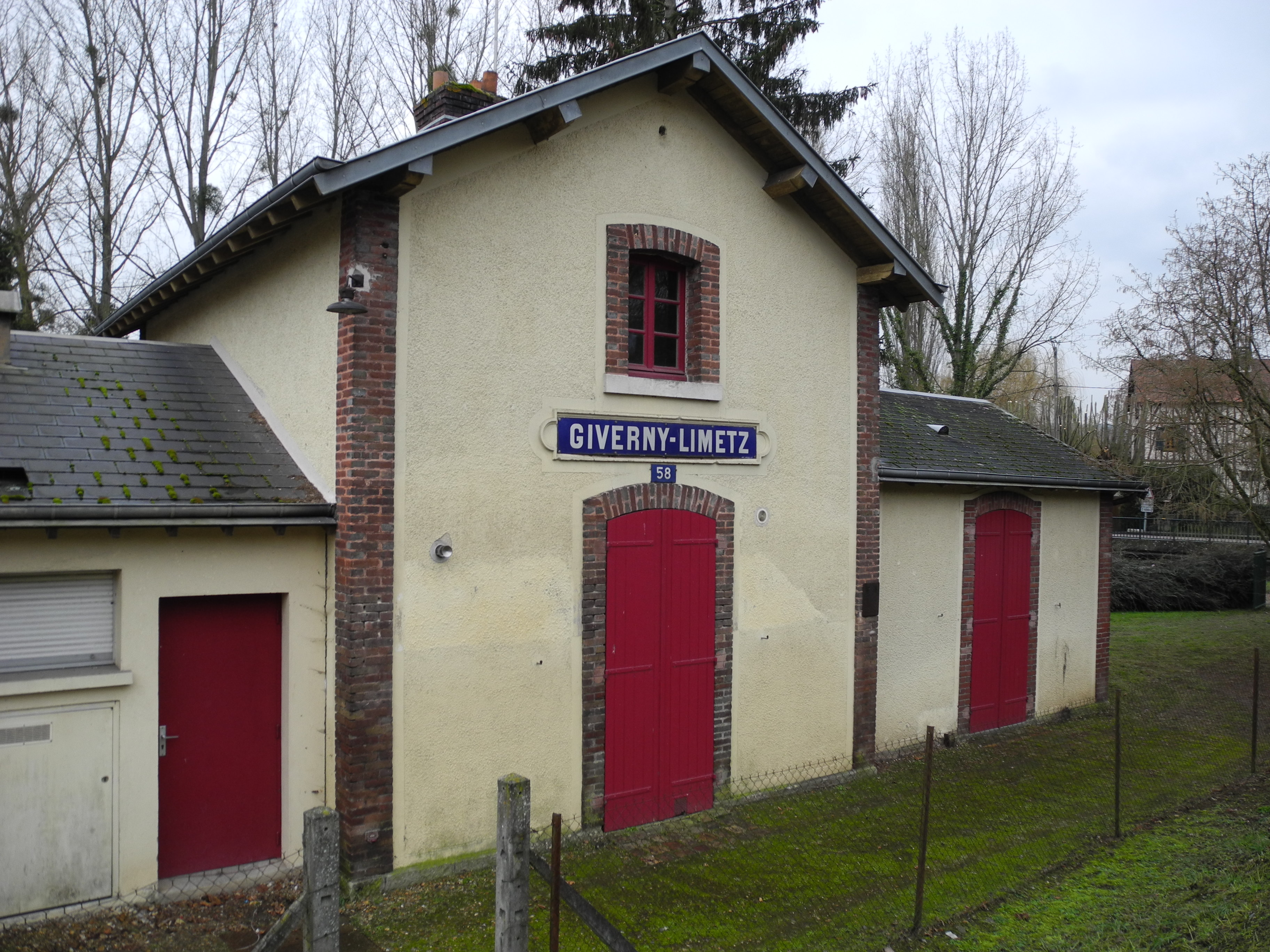

Falaise a une origine très ancienne puisque la ferme qui le compose fut octroyée par Rollon au Xe siècle, premier duc de Normandie, à l'abbaye Saint-Ouen de Rouen. Il est mentionné dans le livre des Jurés de ladite abbaye comme étant un franc fief en l'an 1374. Antoine Laurent de Lavoisier y passa lors son voyage « de Beauvais et du Vexin » en mai 1766 pour y étudier les carrières de craie. Le ministre René Mayer y vécut de nombreuses années. Ce fut aussi un sujet du peintre Claude Monet.

## Mode de vie
Avant 1789, Falaise était un fief indépendant de Giverny. Ses habitants y vivaient selon un mode de vie particulier : la parsonnerie ou communauté taisible.

## Économie
La population active travaille majoritairement dans le secteur des services.